# Raionul Pavlovo
Raionul Pavlovo (în rusă Павловский район, transliterat: Pavlovskii raion) este una din unitațile adminstrative ale regiunii Nijnii Novgorod, Rusia.